# Monika Gänßbauer
Monika Gänßbauer (* 1968) ist eine deutsche Sinologin und Universitätsprofessorin an der Universität Stockholm.

## Leben
Gänßbauer studierte Sinologie, Japanologie und Politikwissenschaften in Erlangen, Bochum und Beijing. Nach der Promotion 1996 im Fach Sprache und Literatur Chinas an der Universität Bochum war sie Lehrbeauftragte an der Universität Hamburg und Leiterin der China Infostelle in Hamburg. Sie leitete diese bundesweite Informationsstelle bis 2009 und gab regelmäßig Publikationen heraus. 2005 erhielt sie den „Andere Zeiten“ Journalistenpreis.
Von 2005 bis 2006 nahm Gänßbauer eine Lehrstuhlvertretung an der Albert-Ludwigs-Universität Freiburg wahr. Nach der Habilitation 2008 in Sinologie an der Universität Erlangen hatte sie bis 2015 die Lehrstuhlvertretung in Sinologie an der Universität Erlangen inne. Von 2014 bis 2017 war sie außerdem Honorary Professor an der Open University of Hongkong. Seit 2010 ist sie Mitherausgeberin der wissenschaftlichen Buchreihe edition cathay im Projekt Verlag. Von 2016 bis 2021 war sie außerordentliche Professorin für Sinologie an der Universität Erlangen. Seit 2015 ist sie Mitglied des „LaboraTorio sulla Traduzione delle Lingue Orientali“, einer Forschergruppe an der Universita Ca’Forscari. Seit 2016 ist sie Mitglied des Bundesverbandes der Dolmetscher und Übersetzer.
Seit 2020 hat Gänßbauer eine Professur für chinesische Sprache und Kultur an der Universität Stockholm.

## Schriften (Auswahl)
- Trauma der Vergangenheit. Die Rezeption der Kulturrevolution und der Schriftsteller Feng Jicai. Dortmund 1996, ISBN 3-928861-71-9.
- Parteistaat und protestantische Kirche. Religionspolitik im nachmaoistischen China. Frankfurt am Main 2004, ISBN 3-87476-446-X.
- Confucianism and social issues in China. The academician Kang Xiaoguang. Investigations into NGOs in China, the Falun Gong, Chinese reportage, and the Confucian tradition. Bochum 2011, ISBN 978-3-89733-230-0.
- Hg.: Kinder der Bergschlucht. Chinesische Gegenwartsessays. Bochum 2012, ISBN 978-3-89733-256-0.
- Hg.: In Richtung Meer. Neue chinesische Essays. Bochum 2013, ISBN 978-3-89733-278-2.
- Popular belief in contemporary China. A discourse analysis. Bochum 2015, ISBN 3-89733-378-3.
- Zusammen mit Tang Wei hg. und übs.: Leung Ping-kwan: Wilde Gedanken bei bewölktem Himmel. Notizen aus Hongkong. Bochum-Freiburg 2016, ISBN 978-3-89733-383-3
- Zusammen mit Terry Siu-han Yip hg.: Die reisende Familie. Hongkonger Autorinnen erzählen. Bochum-Freiburg 2017, ISBN 978-3-89733-402-1.
- Zusammen mit Nicholas Olczak hg. und übs.: Of forests and humans. Hong Kong contemporary short fiction. Bochum-Freiburg 2020, ISBN 978-3-89733-506-6.
- Zusammen mit Michael Lackner et al. hg.: Fate and Prognostication in the Chinese Literary Imagination. Leiden 2020, ISBN 978-90-04-42734-1.
- Hg. und übs.: Wang Xiaoni: Nachtflug überm Meer. Gedichte. Bochum-Freiburg 2021, ISBN 978-3-89733-533-2.